# Masters de Montecarlo 2016
El Monte-Carlo Rolex Masters 2016 fue un torneo de tenis masculino que se jugó en abril de 2016 sobre polvo de ladrillo. Fue la 110.ª edición del llamado Masters de Montecarlo, patrocinado por Rolex. Tuvo lugar lugar en el Montecarlo Country Club de Roquebrune-Cap-Martin (Francia), cerca de Montecarlo (Mónaco).

## Cabezas de serie

### Individuales masculino
| Semb. | Rk. | Jugador               | Puntos Antes | Puntos a Defender | Puntos Ganados | Puntos Después | Actuación en el Torneo                               |
| ----- | --- | --------------------- | ------------ | ----------------- | -------------- | -------------- | ---------------------------------------------------- |
| 1     | 1   | Novak Djokovic        | 16540        | 1000              | 10             | 15550          | Segunda ronda, perdió ante Jiří Veselý               |
| 2     | 2   | Andy Murray           | 7815         | 0                 | 360            | 8175           | Semifinales, perdió ante Rafael Nadal [5]            |
| 3     | 3   | Roger Federer         | 7695         | 90                | 180            | 7785           | Cuartos de final, perdió ante Jo-Wilfried Tsonga [8] |
| 4     | 4   | Stan Wawrinka         | 6370         | 90                | 180            | 6460           | Cuartos de final, perdió ante Rafael Nadal [5]       |
| 5     | 5   | Rafael Nadal          | 4955         | 360               | 1000           | 5595           | Final, ganó ante Gaël Monfils [13]                   |
| 6     | 7   | Tomáš Berdych         | 3630         | 600               | 10             | 3040           | Segunda ronda, perdió ante Damir Džumhur [Q]         |
| 7     | 8   | David Ferrer          | 3370         | 180               | 0              | 3190           | Se retiró del torneo                                 |
| 8     | 9   | Jo-Wilfried Tsonga    | 3130         | 90                | 360            | 3400           | Semifinales, perdió ante Gaël Monfils [13]           |
| 9     | 10  | Richard Gasquet       | 2840         | 0                 | 45             | 2885           | Segunda ronda, perdió ante Lucas Pouille [WC]        |
| 10    | 12  | Milos Raonic          | 2740         | 180               | 180            | 2740           | Cuartos de final, perdió ante Andy Murray [2]        |
| 11    | 13  | David Goffin          | 2560         | 45                | 90             | 2605           | Tercera ronda, perdió ante Marcel Granollers [LL]    |
| 12    | 14  | Dominic Thiem         | 2420         | 10                | 90             | 2500           | Tercera ronda, perdió ante Rafael Nadal [5]          |
| 13    | 16  | Gaël Monfils          | 2220         | 360               | 600            | 2460           | Final, perdió ante Rafael Nadal [5]                  |
| 14    | 17  | Roberto Bautista Agut | 2015         | 90                | 90             | 2015           | Tercera ronda, perdió ante Roger Federer [3]         |
| 15    | 19  | Gilles Simon          | 1930         | 90                | 90             | 1930           | Tercera ronda, perdió ante Stan Wawrinka [4]         |
| 16    | 22  | Benoît Paire          | 1596         | 45                | 90             | 1641           | Tercera ronda, perdió ante Andy Murray [2]           |

- Ranking del 4 de abril de 2016

### Dobles masculino
| Tenistas                              | Ranking | Preclasificado |
| Jean-Julien Rojer Horia Tecău         | 7       | 1              |
| Ivan Dodig Marcelo Melo               | 11      | 2              |
| Pierre-Hugues Herbert Nicolas Mahut   | 11      | 3              |
| Jamie Murray Bruno Soares             | 13      | 4              |
| Bob Bryan Mike Bryan                  | 15      | 5              |
| Rohan Bopanna Florin Mergea           | 24      | 6              |
| Édouard Roger-Vasselin Nenad Zimonjić | 33      | 7              |
| Łukasz Kubot Marcin Matkowski         | 45      | 8              |

## Campeones

### Individuales
Rafael Nadal venció a  Gaël Monfils por 7-5, 5-7, 6-0.

### Dobles
Pierre-Hugues Herbert /  Nicolas Mahut vencieron a  Jamie Murray /  Bruno Soares por 4-6, 6-0, [10-6]